# Eketorp
Eketorp ( PRONÚNCIA) – conhecido em sueco como Eketorps borg (literalmente Forte de Eketorp) - é um forte circular, com uma muralha de uns 75 m de extensão e uns 5 m de altura, localizado na planície estépica de Stora Alvaret, no sul da ilha sueca da Olândia, a 50 km da cidade de Färjestaden. 
A sua construção data de 300-400 d.C., em plena Idade do Ferro. 
Foi habitado em 400-700 (Idade do Ferro), abandonado em seguida por motivos desconhecidos, e novamente ocupado e ampliado em 1000-1300 (Idade Média), para ser em seguida definitivamente deixado ao abandono.

Foi reconstruído no século XX pela Autoridade Nacional da Herança Cultural (Riksantikvarieämbetet), sendo hoje em dia utilizado para mostrar técnicas artesanais do dia-a-dia da época medieval, assim como palco de encenação de batalhas medievais.

## Galeria

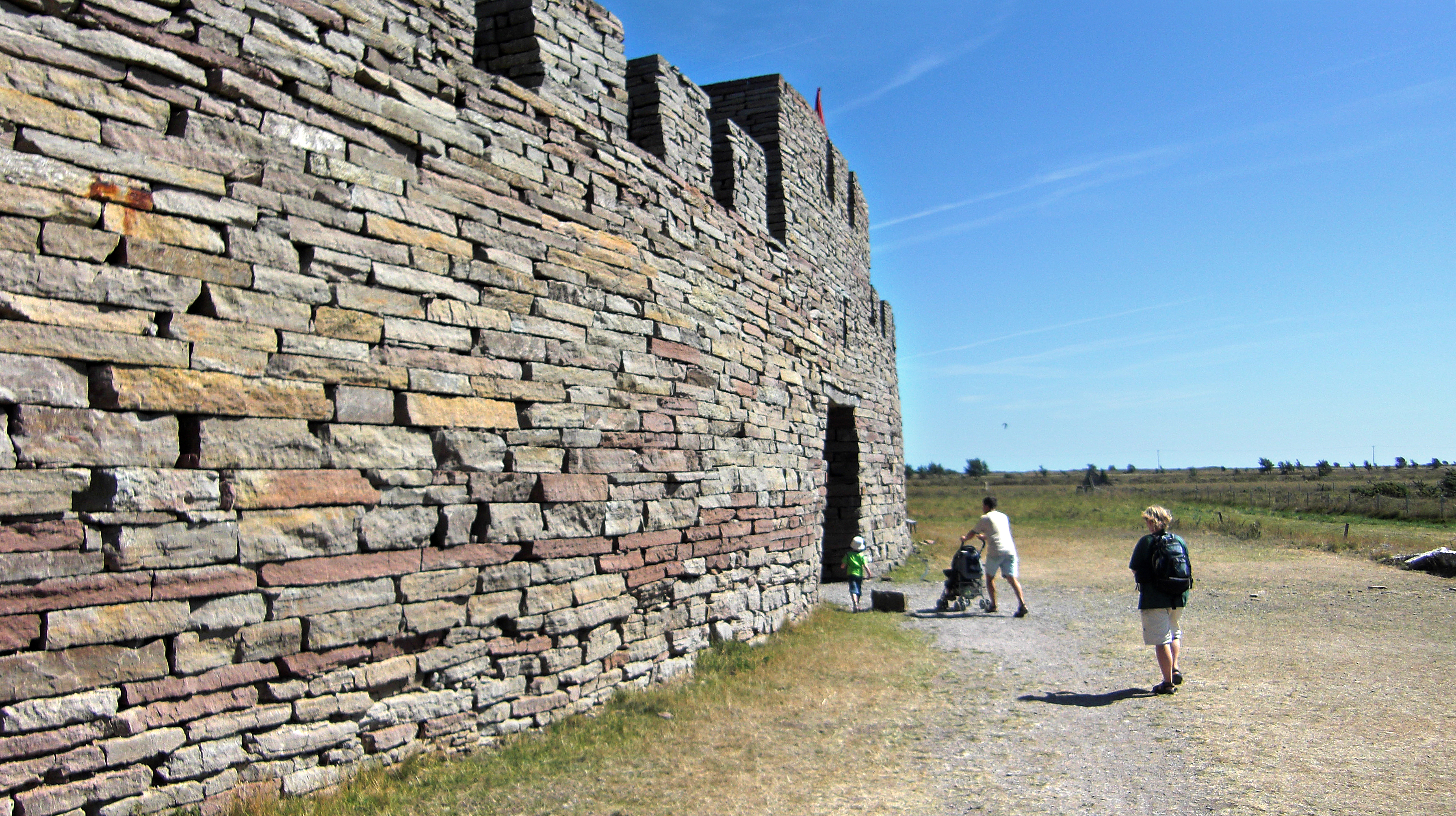
Entrada do forte.
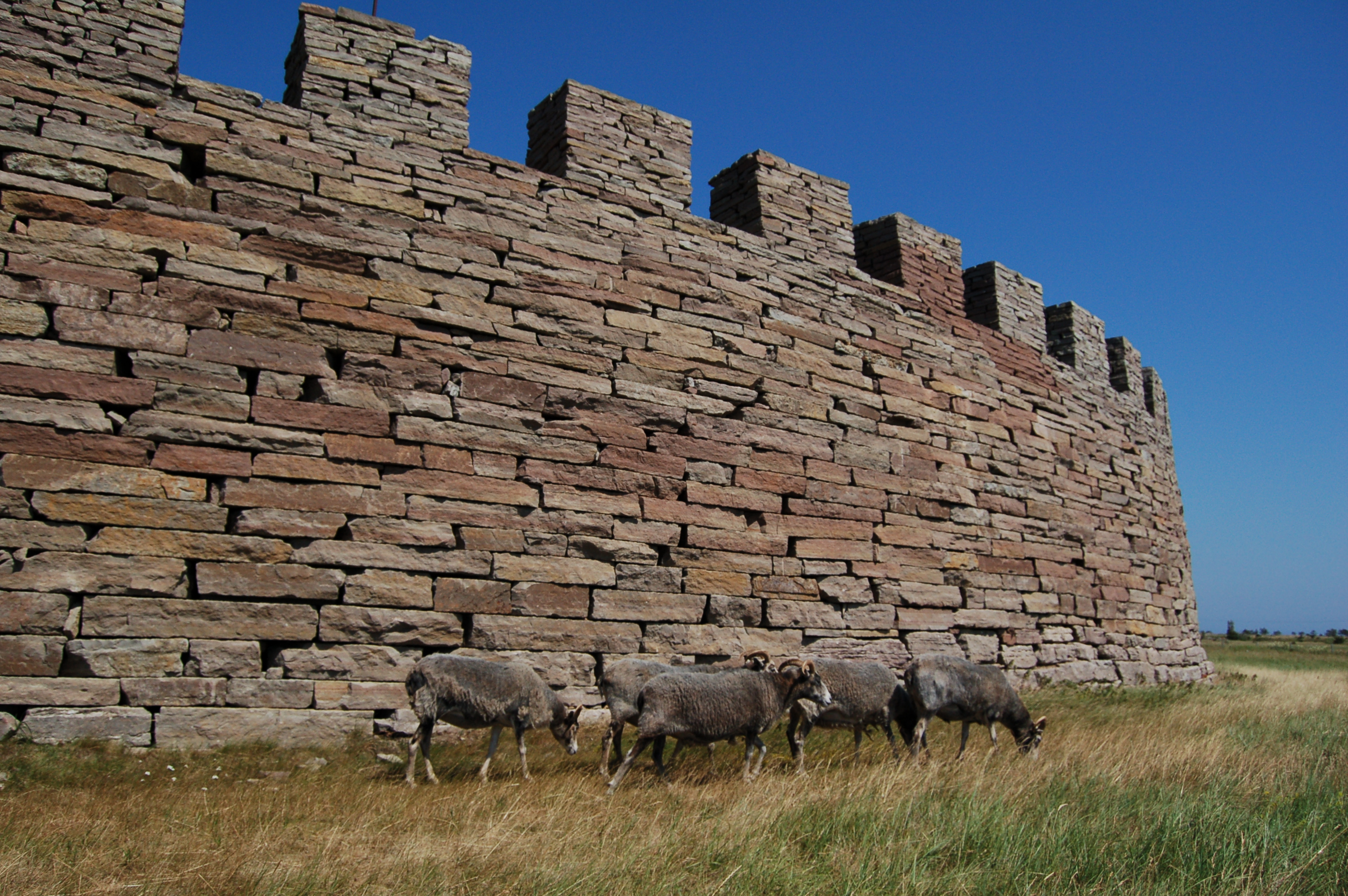
Ovelhas pastando junto do forte.
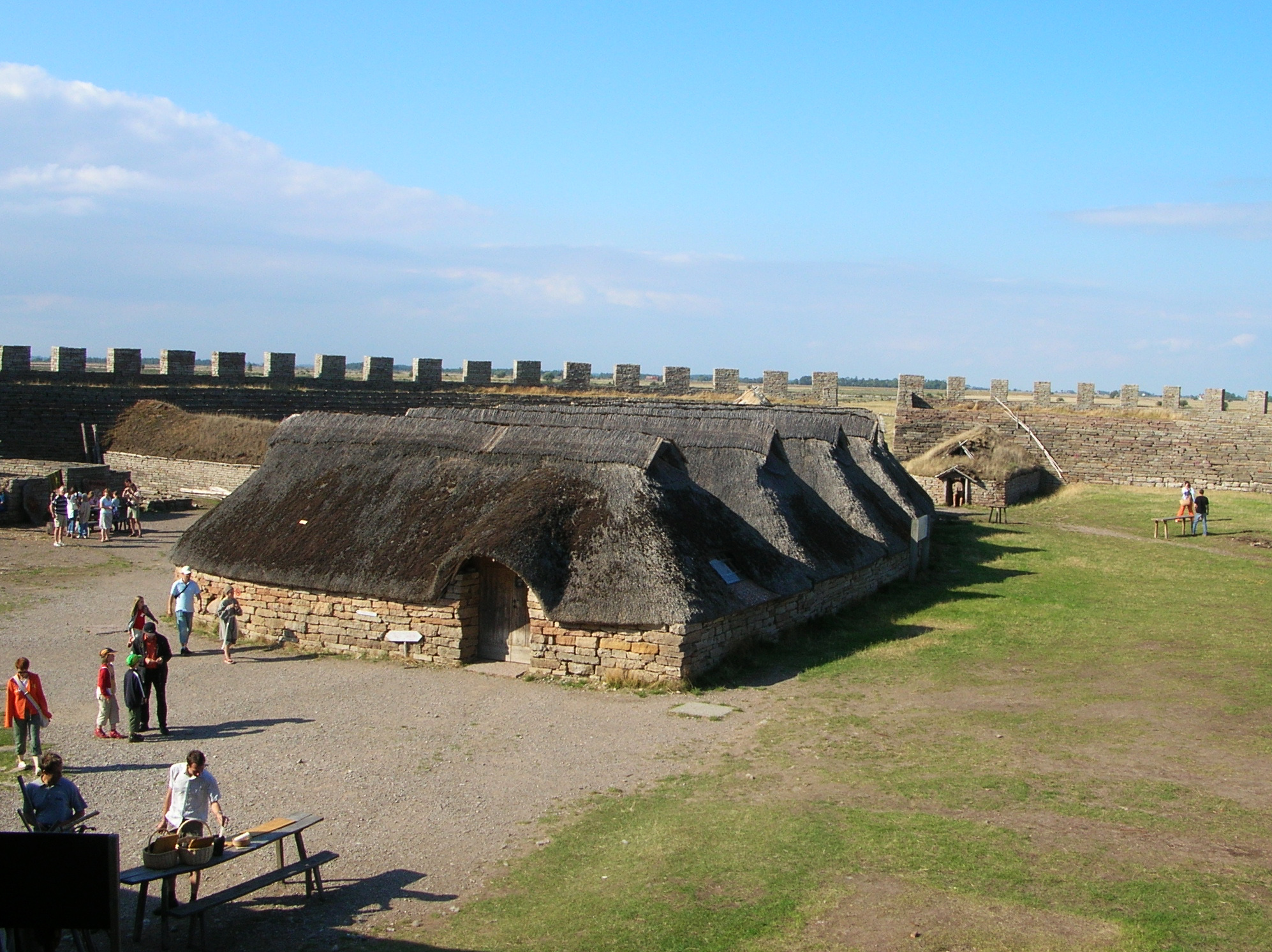
Casas compridas no interior das muralhas.
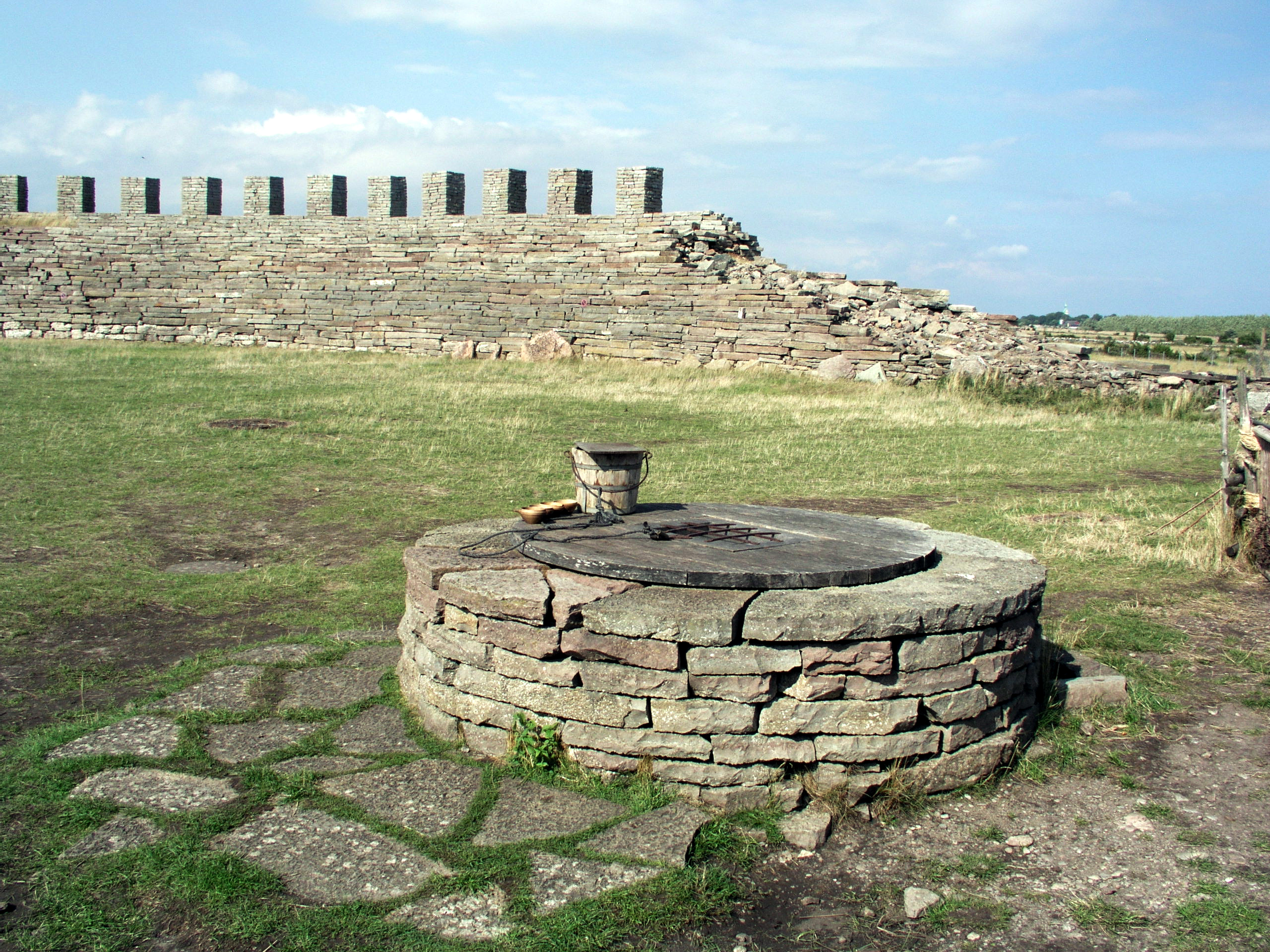
Poço no interior do forte.